# Droga wojewódzka 118
Die Droga wojewódzka 118 (DW 118) ist eine polnische Woiwodschaftsstraße in der Woiwodschaft Großpolen. Sie verläuft in Nord-Süd-Richtung und verbindet das Dorf Średnica (Marienbusch) mit Nowe Dwory (Neuhöfen). Bei einer Gesamtlänge von 4 Kilometern gehört die DW 118 zu den kürzesten Woiwodschaftsstraßen in Polen.

## Streckenverlauf
Woiwodschaft Großpolen
- Powiat Czarnkowsko-Trzcianecki (Kreis Czarnikau-Schönlanke):
  - Średnica (Marienbusch) (→ DW 117)
  - Nowe Dwory (Neuhöfen) (→ DW 174)